# Maschera Nera (Editoriale Corno)
Maschera Nera è una serie a fumetti di genere western ideata negli anni sessanta da Max Bunker e dal disegnatore Paolo Piffarerio, qui alla loro prima collaborazione insieme e a cui ne faranno seguito altre come Atomik, El Gringo, Milord, Fouché e, infine, Alan Ford, dopo l'abbandono di Magnus.

## Storia editoriale
Maschera Nera è la prima vera opera scritta da Max Bunker e si inserisce nel filone degli eroi mascherati in epoca western, quali Zorro, Lone Ranger e altri ancora, anche se con un po' più di humour e di violenza, elementi che in seguito caratterizzeranno gran parte della produzione dell'autore.
Edita dall'Editoriale Corno con periodicità mensile, la serie originaria è iniziata a marzo 1962 per interrompersi a dicembre 1963, dopo soli 22 numeri. Una seconda serie mensile di 14 numeri venne pubblicata da gennaio 1964 a febbraio 1965. Contemporaneamente alla serie mensile vennero prodotti anche una serie di albi settimanali formato Albi della Rosa, con storie inedite. A marzo del 1977 è iniziata la serie cronologica di ristampe che, con titoli diversi e nuove copertine disegnate appositamente da Paolo Piffarerio, disegnatore ufficiale della serie originale, aveva come intento quello di riproporre il personaggio in una nuova collana di fascicoli formato bonellide che avrebbe dovuto ristampare tutte le serie mensili e settimanali, e in cui almeno all'inizio l'autore grafico interveniva a ridisegnare quegli episodi che all'epoca erano stati disegnati da altri o la cui qualità non era ritenuta adeguata. Ma ben presto questo buon proposito, forse a causa del successo non eclatante della pubblicazione, venne riposto e si continuò con la pura e semplice ristampa dei vecchi episodi fino alla chiusura della testata con il numero 32.

## Biografia del personaggio
Verso la fine dell'Ottocento, dopo aver completato gli studi universitari in Inghilterra, il giovane avvocato Ringo Rowandt torna negli Stati Uniti dove l'anziano padre esercita l'attività di sceriffo in una cittadina del Far West. Dinanzi ai tanti torti e soprusi che incontra nella nuova realtà decide di reagire combattendo il male su due fronti e con due diverse identità: quello della legge, più lento e dagli esiti non sempre prevedibili, come avvocato, e quello della giustizia, nelle vesti dell'avventuriero Maschera Nera.

## Elenco albi
Di seguito sono riportati i numeri, i titoli e le date di uscita di tutti gli albi della 1ª e della 2ª serie e della ristampa cronologica:
- Prima serie (1962-1963)

1. Il cavaliere mascherato - marzo 1962
2. L'avvocato del diavolo - aprile 1962
3. La disfatta di Alamo - maggio 1962
4. La conquista del Texas - giugno 1962
5. I fantastici 7 - luglio 1962
6. La febbre dell'oro - agosto 1962
7. Battaglia infernale - settembre 1962
8. I fratelli Poker - ottobre 1962
9. Stella di fuoco - novembre 1962
10. Uno contro tutti - dicembre 1962
11. L'albero degli impiccati - gennaio 1963
12. I disperados - febbraio 1963
13. La legge del più forte - marzo 1963
14. Piombo rovente - aprile 1963
15. Caccia nel deserto - maggio 1963
16. Gli implacabili - giugno 1963
17. La frontiera dannata - luglio 1963
18. Mezzogiorno di fuoco - agosto 1963
19. Revolucion - settembre 1963
20. Viva Villa - ottobre 1963
21. Urlo di battaglia - novembre 1963
22. Vento selvaggio - dicembre 1963

- Seconda serie (1964-1965)

1. Minaccia sul Texas - gennaio 1964
2. Taglia infame - febbraio 1964
3. Terrore - marzo 1964
4. Pistole infuocate - aprile 1964
5. Agguato mortale - maggio 1964
6. Sfida alla vita - giugno 1964
7. Battaglia fatale - luglio 1964
8. La resa dei conti - agosto 1964
9. L'eredità maledetta - settembre 1964
10. Alba di gloria - ottobre 1964
11. La scomparsa di Wilma - novembre 1964
12. La fine di un mito - dicembre 1964
13. Il ladro gentiluomo - gennaio 1965
14. Ai ferri corti - febbraio 1965

- Ristampa cronologica (1977-1979)

1. Il cavaliere mascherato - marzo 1977
2. La conquista del Texas - aprile 1977
3. La febbre dell'oro - maggio 1977
4. Solo contro tutti - giugno 1977
5. I desperados - luglio 1977
6. Piombo rovente - agosto 1977
7. La banda del Gufo - settembre 1977
8. La trappola del Gobbo - ottobre 1977
9. La morte del giustiziere - novembre 1977
10. Il piano di Deverson - dicembre 1977
11. Elezioni insanguinate - gennaio 1978
12. Show boat - febbraio 1978
13. L'uomo che uccise Maschera Nera - marzo 1978
14. La fine del Gufo - aprile 1978
15. Il totem d'avorio - maggio 1978
16. La Mano Nera - giugno 1978
17. L'ombra del giustiziere - luglio 1978
18. La via della droga - agosto 1978
19. Il vampiro - settembre 1978
20. Mister Full - ottobre 1978
21. La Setta Rossa - novembre 1978
22. Il totem d'avorio colpisce ancora - dicembre 1978
23. Il furto del Bufalo d'oro - gennaio 1979
24. El Paso - febbraio 1979
25. Il ritratto di James Warren - marzo 1979
26. L'orrenda verità - aprile 1979
27. La miniera misteriosa - maggio 1979
28. Il poeta maledetto - giugno 1979
29. I tre sceriffi - luglio 1979
30. Il nemico nell'ombra - agosto 1979
31. Secessione - settembre 1979
32. Guerra civile - ottobre 1979